# District historique de Moultrieville
Le district historique de Moultrieville – ou Moultrieville Historic District en anglais – est un district historique américain situé à Sullivan's Island, dans le comté de Charleston, en Caroline du Sud. Il est inscrit au Registre national des lieux historiques depuis le 6 septembre 2007.
Parmi les propriétés contributrices au district, la Fort Moultrie Torpedo Storehouse, un ancien entrepôt de torpilles, est la seule protégée au sein du Fort Sumter and Fort Moultrie National Historical Park voisin.